# Unió Esportiva Rapitenca
{{Ficha de equipo de fútbol
| Nombre           = UE Rapitenca
| Nombre Completo  = Unió Esportiva Rapitenca
| Apodo(s)         = els rapitencs, la marea blava
| Fundación        = 1930 (95 años)
| Desaparición     =
| Estadio          = Estadio Municipal La Devesa,
San Carlos de la Rápita (Tarragona) España
| Capacidad        = 3.000
| Inauguración     =
| Presidente       =  Tomàs José Pepiol
| Entrenador       =  [[]]
| Liga             = 1A CATALANA
| temporada        = 2009-10
| posición         = 18º ([[1A CATALANA)
| Web              = http://www.uerapitenca.net
| pattern_la1=|pattern_b1=|pattern_ra1=
| leftarm1=1560BD|body1=6495ED|rightarm1=1560BD|shorts1=FFFFFF|socks1=1560BD
| pattern_la2=|pattern_b2=|pattern_ra2=
| leftarm2=000000|body2=000000|rightarm2=000000|shorts2=000000|socks2=000000
|Imagen= }}
La Unió Esportiva Rapitenca es el club de fútbol más representativo de San Carlos de la Rápita (Tarragona) España. Actualmente milita en Tercera División RFEF.

## Historia
La UE Rapitenca fue fundada en 1930. De 1956 a 1962, el club jugó en la Tercera División, y en categorías inferiores. A principios del siglo XXI la UE Rapitenca comenzó con una racha en 2001 con su ascenso a la Primera Territorial a la Preferente en 2004, seguido por el ascenso a la Primera División Catalana y en 2005 la UE Rapitenca convertido en nuevo equipo de Tercera División. En la primera temporada de vuelta en la cuarta categoría del fútbol español terminó en el séptimo lugar. Se dijo que cuando subieron a Tercera por primera vez fue gracias al entrenador de porteros y fueron los campeones de la liga Primera Catalana en la temporada 2011-2012

## Palmarés
Primera Catalana: 2003/04 Grup II, 2011/12 Grup II
Segona Catalana : 2000/01 Grup VI
- Datos: Q2921286